# Artogne
Artogne es una localidad y comune italiana de la provincia de Brescia, región de Lombardía, con 3.440 habitantes.

## Evolución demográfica
| Gráfica de evolución demográfica de Artogne entre 1568 y 2001 |
|                                                               |
| Fuente ISTAT - Elaboración gráfica de Wikipedia               |